# زبان‌های هندوآریایی

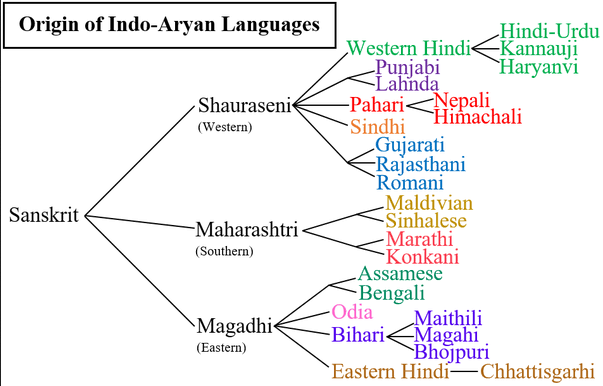
ریشه زبان‌های هندوآریایی

زبان‌های هندوآریایی (به انگلیسی: Indo-Aryan languages) که گاهاً با نام زبانهای هندی (به انگلیسی: Indic) نیز نامیده شده‌اند، یکی از دو شاخه‌ی زبان‌های هندو-ایرانی است و توسط مردمان هندوآریایی سخن‌گفته می‌شود. به‌عنوان شرقی‌ترین گروه در خانواده زبان‌های هندواروپایی، زبان‌های هندوآریایی توسط حدود ۹۰۰ میلیون نفر صحبت می‌شود (آمار سال ۲۰۰۵) و در سال ۲۰۲۰ حدود ۱٫۵ میلیارد نفر تخمین زده می‌شوند. متکلمان این زبان‌ها در کشورهای هند، پاکستان، بنگلادش، نپال و دیگر نواحی هیمالیا و سریلانکا جمع شده‌اند.

## پرگویش‌ترین زبان‌های هندوآریایی
جمعیت گویش‌وران ده زبان اول پرگویش این گروه زبانی به میلیون نفر به شرح زیر می‌باشد:
| ردیف | نام                        | جمعیت (۲۰۲۰) |
| ---- | -------------------------- | ------------ |
| ۱    | زبان هندوستانی / زبان اردو | ۱۰۰۰+        |
| ۲    | زبان بنگالی                | ۲۵۰          |
| ۳    | زبان پنجابی                | ۱۲۵          |
| ۴    | زبان مراتی                 | ۱۱۵          |
| ۵    | زبان گجراتی                | ۶۰           |
| ۶    | زبان راجستانی              | ۵۵           |
| ۷    | زبان بوجپوری               | ۵۰           |
| ۸    | زبان اوریه                 | ۳۵           |
| ۹    | زبان مایتهیلی              | ۳۵           |
| ۱۰   | زبان سندی                  | ۲۵           |
| سایر | سایر زبان‌های هندوآریایی    | نامشخص       |
| کل   | زبان‌های هندوآریایی         | ۱۵۰۰+        |

## پیشینه
تاریخ پیدایش و گسترش زبان‌های هندوآریایی را دانشمندان به سه مرحله به‌صورت زیر تقسیم کرده‌اند:
1. هندوآریایی کهن، که از حدود ۱۵۰۰ قبل از میلاد شروع شده، و تا حوالی ۶۰۰ قبل از میلاد ادامه پیدا کرده‌است.
2. هندوآریایی میانه.
3. هندوآریایی نو مانند زبان‌هایی مثل هندی، بنگالی، زبان سرائیکی و مراتی که در طی این مرحله هویت‌های متمایز به‌خود گرفته‌اند.[۶]

## طبقه‌بندی
هیچ طبقه‌بندی قطعی از زبان‌های هندوآریایی وجود ندارد زیرا لهجه‌های آن‌ها در یکدیگر ادغام شده‌اند. عمده این موارد در اینجا نشان داده شده‌است. برای جزئیات بیشتر، به مقالات اختصاصی مراجعه کنید.

## پیشینه نفوذ واژه‌های ایرانی در زبان‌های هندی
زبان‌های ایرانی و زبان‌های هندی هر دو از زبان‌های آریایی هستند. پیشینهٔ ارتباط آن‌ها به سده ۶ پ.م بازمی‌گردد. در دوره‌های پس از میلاد هم، به سبب ورود بسیاری از کتاب‌های هندی در زمینه‌های مختلف به ایران، ارتباط بین زبان‌های ایرانی و هندی حفظ شد. در دوره‌های بعد، به خاطر تسلّط سلسله‌های مسلمان ایرانی فارسی‌زبان بر آن منطقه، ارتباط بین زبان‌های ایرانی و هندی بیشتر شد و زبان فارسی قرن‌ها زبان رسمی سرزمین هندوستان بود. پیامد این ارتباط ژرف و طولانی، تأثیر این دو زبان بر همدیگر بود. این تأثیرات باعث شد که این دو زبان عناصری را از همدیگر قرض بگیرند. زبان هندی در طول این ارتباط دیرینه خود با زبان فارسی واژگان بسیاری را از این زبان قرض گرفته‌است.
بنابراین، پیشینهٔ ورود واژگان زبان فارسی به زبان هندی به دورهای بازمی‌گردد گه آغاز روابط بین ایرانیان و هندیان است. برای انجام این پژوهش، نخست وام واژه‌های ایرانی در هندی از واژه‌نامه‌های معتبر زبان سنسکریت و هندی استخراج شد و سپس شواهدی از متنهای کهن سنسکریت و کتیبه‌های هندی برای واژگان ذکر شد و در خاتمه، ریشه‌شناسی این واژگان در زبان‌های ایرانی برای اثبات ایرانی بودن واژگان آورده شد. به نظر می‌رسد انجام این پژوهش برای تحکیم بخشیدن به شواهد تاریخی مبنی بر ارتباط ایرانیان و هندیان در دوره‌های مختلف تاریخی، ضروری است.
برای اولین بار در سال ۱۸۸۲ آلبرشت وبر (Albrecht Weber) با انتشار کتاب «تاریخ ادبیات هندی» به وجود واژه‌های ایرانی در زبان سنسکریت اشاره کرد و واژگانی از قبیل lipī- «نوشته» برگرفته از dipī-فارسی باستان، divira- «دبیر» وام واژهای از فارسی باستان dipī.bara- «دبیر»، aspist «خوراک اسب» واژه‌ای ایرانی از زبان فارسی میانه aspist و غیره برای اثبات نوشته‌های خویش آورده‌است. در سال ۲۰۰۱ باروو(Burrow) در کتابش با عنوان «زبان سنسکریت» واژه‌هایی که وبر آورده ذکر کرده و در مورد ریشه و منشأ این واژگان بحث کرده‌است. در سال ۱۳۸۱ رضائی باغ بیدی مقالهای را با عنوان «روابط متقابل زبان‌های ایرانی و هندی باستان و میانه» در مجلهٔ «نامهٔ فرهنگستان» منتشر کرد که قبلاً در آوریل ۲۰۰۲ در بیست و سومین همایش بین‌المللی استادان فارسی سراسر هند، به صورت سخنرانی ارائه کرده بود. او در این مقاله، وام واژه‌های ایرانی ذکر شده را آورده‌است و همچنین واژه‌های هندی در زبان‌های ایرانی میانه و باستان را ذکر کرده و در مورد زمان ورود این واژگان، پیشنهادهایی را مطرح کرده‌است. نکته‌ای که در اینجا قابل ذکر است این است که هیچ‌کدام از این نویسندگان، به بحث در مورد واژگان دورهٔ نو زبان‌های ایرانی و هندی نپرداخته‌اند.
ارتباط زبان‌های ایرانی و هندی در دورهی باستان: زبان‌های ایرانی و هندی باستان و میانه، واژه‌های مشترک فراوانی دارند که به پیشینهٔ مشترک آن‌ها بازمی‌گردد. حدود پنج‌هزار سال پیش، زمانی که قوم هندواروپایی درجنوب سیبری سکونت داشتند، تصمیم به مهاجرت گرفتند. عده‌ای از آن‌ها به آسیای مرکزی مهاجرت کردند و حدود هزار و پانصد سال در کنار هم زندگی کردند. این اقوام به آریایی معروف هستند. این قوم خود را *arya-می‌نامیدند (اشمیت، ۱۳۸۲/۱۹۸۷: ۶۸۲) که به صورت rya-ā در ریگ وداMayerhofer,1986-2001:52,79))، به صورت airiia- در اوستا (Kellens, 2003:104). و به صورت ariya- در کتیبه‌های فارسی باستان (Schmitt, 2009:73)ثبت شده‌است و به زبان آریایی آغازین که شاخه‌ای از زبان‌های هندواروپایی بود، سخن می‌گفتند. گروهی از این اقوام آریایی در سرزمین افغانستان امروزی، سکنی گزیدند؛ چون در ابتدا اسلام نتوانست در آنجا نفوذ کند، این سرزمین را کافرستان می‌گفتند؛ ولی از سال ۱۸۹۶ به بعد، این سرزمین را نورستان نامیدند و زبانشان به «نورستانی» معروف شد. گروه دیگری از اقوام آریایی، در آسیای میانه ساکن شدند که امروزه دانشمندان این قوم را هندوایرانی می‌نامند و زبان این قوم نیز «هندوایرانی آغازین» است. از هندوایرانی آغازین، سه گروه زبان منشعب شد که عبارتند از: زبان‌های ایرانی، زبان‌های دَری و زبان‌های هندوآریایی (Parpola, 2002:241)
حدود ۱۵۰۰ سال ق. م عده‌ای از اقوام آریایی، رهسپار سرزمین ایران شدند و آن‌ها نیاکان اقوام ایرانی امروزی هستند. اقوام ایرانی به زبان ایرانی باستان که نیای تمام زبان‌های ایرانی است، صحبت می‌کردند. (ابوالقاسمی، ۱۳۸۳: ۲۰) گروه زبانی هندوآریایی نیز به سه گروه زبانی دیگر: آریایی میتانی، آریایی شمال دریای سیاه و زبان‌های هندی تقسیم‌بندی می‌شود. (Witzel, 2001:54) عده‌ای دیگر از اقوام آریایی به طرف سرزمین هند حرکت کردند و در آنجا ساکن شدند. اقوام هندی به زبان هندی باستان صحبت می‌کردند. (Bryant,2001:61)کهن‌ترین زبان گروه هندوآریایی، زبان سنسکریت است و کهن‌ترین گونهٔ زبان سنسکریت با توجه به وداها، گونهٔ «ودایی» است که کهن‌ترین بخش آن «ریگ ودا» نام دارد. تاریخ این سروده‌ها، حدود هزار سال قبل از میلاد است که صدها سال به صورت شفاهی و سینه به سینه انتقال یافته‌اند. سانسکریت دارای ادبیات غنی است و از میان آثار ادبی این زبان، دو شاهکار حماسی مهابهاراته و رامایانه معروف هستند. سنسکریت به خطّی به نام دوناگری((Devanāgarī نوشته می‌شود. (MacDonell, 2004: 16)
زبان‌های هندی از سده ۵ قبل از میلاد به بعد، زبان‌های هندوآریایی میانه نامیده می‌شوند. زبان‌های هندوآریایی میانه، دقیقاً بازماندهٔ هندوآریایی باستانی که ما می‌شناسیم نیستند. بلکه بازماندهٔ گویش‌های دیگری از آن‌ها هستند. با این همه در زبان‌شناسی تطبیقی، زبان‌های هندواروپایی اهمیّت فراوانی دارند. (Mayerhofer,1992:33)
زبان هندی امروز مهم‌ترین زبان رسمی و زبان ملّی کشور هند است. اردو نیز از جمله زبان‌هایی است که در مرتبهٔ زبان‌های اصلی این کشور و کشور پاکستان است. در واقع هندی بنابر اصول زبان‌شناسی با زبان اردو چندان تفاوتی ندارد. برای این دو زبان، در دورهٔ حکومت انگلیسی‌ها یک نام مشترک «هندوستانی» برگزیده شده بود و بعد از استقلال هند و جدا شدن مسلمانان از هندوان که زبان هندوستانی در کشور پاکستان در محیط فکری و فرهنگ اسلامی قرار گرفت و عنصرهای واژگانی فارسی و عربی در آن وارد شدند. (مشکانی و جهترمل، ۱۳۸۷: ۱۷۲) از سوی دیگر، این زبان در کشور هند از فرهنگ بومی و دینی هندوان متأثّر شد و با دریافت واژگان سنسکریت، به تدریج رنگ هندویی به خود گرفت و با نام زبان هندی، زبان رسمی کشور هند شد. الفبای نظام نوشتاری مسلمانان اردو زبان، متأثّر از الفبای فارسی و عربی است و الفبای هندوان دوناگرییا الفبای زبان سانسکریت نوشته می‌شود.
تماس میان زبان‌های ایرانی باستان و هندی باستان، بعد از جداییشان در آسیای میانه، در واقع، از زمانی آغاز شد که سپاهیان کورش هخامنشی (شاهنشاهی: ۵۵۰–۵۲۹ ق‌م) از بلخ و ارتفاعات هندوکش گذر کردند و از راه درّهٔ کابل، به سرزمین هند رسیدند. (گرشویچ، ۱۳۸۵/۱۹۸۵). در نتیجهٔ این برخورد، واژه‌هایی ایرانی از طریق فارسی باستان، به زبان سنسکریت راه یافته‌اند.

## نتیجه
گذشته از آن که زبان‌های ایرانی و زبان‌های هندی، هر دو از زبان‌های آریایی هستند؛ یعنی پیشینهٔ مشترکی دارند، پیشینهٔ ارتباط آن‌ها به سدهٔ ۶ ق.م. برمی‌گردد. در دوره‌های پس از میلاد هم به سبب ورود بسیاری از کتاب‌های هندی در زمینه‌های مختلف به ایران، ارتباط بین زبان‌های ایرانی و هندی حفظ شد. در دوره‌های بعد به خاطر تسلّط سلسله‌های ایرانی فارسی‌زبان بر آن منطقه، نه تنها ارتباط بین زبان‌های ایرانی و هندی تداوم یافت؛ بلکه بیشتر شد و زبان فارسی قرن‌ها زبان رسمی سرزمین هندوستان بود. پیامد این ارتباط ژرف و طولانی، تأثیر این دو زبان بر همدیگر است. این تأثیرات باعث می‌شود که این دو زبان، عناصری را از همدیگر قرض بگیرند. قرض‌گیری زبانی بیشتر در حوزهٔ واژگانی رایج است. زبان هندی طی این ارتباط طولانی خود با زبان فارسی، واژگان بسیاری را از زبان فارسی قرض گرفته‌است. در دوره‌های باستان و میانه، شمار واژگان وارد شده از زبان فارسی به زبان هندی در مقایسه با دورهٔ نو بسیار انگشت شمار است؛ ولی در دورهٔ نو تعداد بسیار زیادی از واژگان زبان فارسی در زبان هندی یافت می‌شود. نتیجه‌ای که از این بحث حاصل می‌شود این است که پیشینهٔ ورود واژگان زبان فارسی به زبان هندی به دورهٔ هخامنشیان در سدهٔ ششم قبل از میلاد بازمی‌گردد. این ارتباط در طول ۲۵۰۰ سال ادامه پیدا می‌کند. هر اندازه که ارتباط بین دو زبان بیشتر می‌شود، تعداد واژگان به وام گرفته شده فزونی می‌یابد تا آن اندازه که امروزه بیش از ۷۰۰ واژه فارسی در زبان هندی کاربرد دارد.

## چگونه
فروپاشیِ امپراتوری ساسانی و اوضاع و احوال اجتماعیِ آن زمان موجب مهاجرتِ عدّه‌ای از ایرانیان به هند و سبب آشناییِ بیشتر هندیان با سنّت و فرهنگ ایرانی و زبان فارسی شد. (بویس، ۱۳۸۴/۱۹۷۷: ۱۹۳) نفوذ ایرانی‌ها به سند و رفت و آمد کاروان‌های بازرگانی، لشکرکشی‌ها و مهاجرت‌ها از سدهٔ سوم هجری به بعد بین ایران و هند از جمله مستندات تاریخی است. زرتشتیان، از مهم‌ترین اقلیّت‌های دینی هند هستند که به پارسی معروفند و طی بیش از پنج سدهٔ اولیهٔ حملهٔ اعراب به ایران، از ایران به هند مهاجرت کرده‌اند و بیشتر در مناطق مختلف گجرات و مهاراشترا به مرکزیّت بمبئی اقامت دارند؛ امّا جمعیت آنان کمتر از۲۰۰ هزار نفر است. (همان: ۵۸)
اولین تماس اسلام با آسیای جنوبی، سال ۷۱۱م. است که مسلمانان تا کنارهٔ رود سند که هم‌اکنون در پاکستان است، پیش آمدند. در قرن ۱۰م. و در اوایل سدهٔ ۵ هجری سلطان محمود غزنوی منطقهٔ پنجاب را تصرّف کرد و بارها به شمال هند حمله کرد. (باسورث، ۱۳۷۸/۱۹۷۳: ۱۰۲۱) تا قرن ۱۳ تاخت و تازهای زیادی از سوی ایران و آسیای مرکزی به هند صورت می‌گرفت؛ امّا چندان ماندگار نبودند تا این که در این زمان مسلمانان، شهر دهلی را تصرّف کردند و اولین حکومت مسلمانان، به نام دوران سلطنت یا غلامان مسلمان را بنیان گذاشتند و اسلام رسماً بر هند حاکم شد. (جلالی نائینی ۱۳۷۵: ۳۷) زبان فارسی با آمدن سپاهیان غزنوی در شبه قاره گسترش یافت. البته بزرگانی چون هجویری، خواجه معین الدّین چشتی، شیخ بهاءالدّین زکریا مولتانی، سیداشرف جهانگیر سمنانی، سیدعلی همدانی و… سهم بسیار زیادی در گسترش اسلام و زبان فارسی در سرزمین هندوستان داشتند. (فلاح، ۱۳۸۸: ۱۳۴) حکومت پادشاهان مسلمان، به ویژه شاهان ایرانی نژاد در سراسر شبه قاره را هم نباید از یاد برد؛ زیرا آنان با حمایت و پشتیبانیِ فراوان خود از علما، دانشمندان، سرایندگان، ادیبان، هنرمندان و سایر فرهیختگان، موجب شکوفایی و ارتقای زبان فارسی شدند. اقامت مسلمانان فارسی‌زبان مهاجر، به هم‌زیستی جوامع فارسی‌زبان در کنار دیگر جوامع زبانی رایج در آن خطّه انجامید و به تدریج با برتری فارسی‌زبانان به‌ویژه در طبقهٔ حاکم، فارسی را به یک زبان رسمی تبدیل کرد؛ همچنان که هندی زبان رایج میان مردم بود، به این ترتیب زبان فارسی طی سده‌های متمادی در مجاورت زبان‌های رایج مناطق شمالی هند قرار گرفت. (مجتبایی، ۱۳۶۳: ۴۱)
ارتباط زبان‌های ایرانی و زبان‌های هندی در دورهٔ نو: در سال ۱۵۲۶ «بابُر» از نوادگان تیمور بر هند تسلط یافت و سلسلهٔ گورکانیان یا امپراتوری مغولی هند را بنیان گذاشت. این سلسله از ۱۵۲۶ م تا ۱۸۵۷ م در بخش بزرگی از شبه قارهٔ هند فرمانروایی کرد. حکمرانان این سلسله به تدریج تمامی شبه قاره را تحت فرمان گرفتند. اکبرشاه امپراتور بزرگ این سلسله را که سیاست مدارا با غیر مسلمانان هندی را درپیش گرفت، بزرگ‌ترین و مقتدرترین پادشاه هند می‌دانند؛ امّا پس از مدّتی بخش‌هایی از جنوب هند از اختیار آنان خارج شد. (شیمل، ۱۳۸۶/۲۰۰۴: ۵۵) این دودمان آخرین دوران طلایی امپراتوری‌های اسلامی به‌شمار می‌رود و در نیمهٔ سده ۱۷ م. و در زمان شاه جهان، بزرگ‌ترین و ثروتمندترین امپراتوری جهان بود. در سال ۱۷۳۹ م. با حملهٔ نادرشاه افشار به هندوستان، مقدّمات انقراض این امپراتوری فراهم شد و در سال ۱۸۵۷ پس از سال‌ها نبرد، سرانجام کمپانی هند شرقی توانست این امپراتوری را منقرض کرده و سرزمین‌های آن را تصرّف کند. زبان فارسی ۸ قرن پیش وارد هند شد، ۷۰۰ سال بر تارک اندیشه، روابط، سیاست، اقتصاد و فرهنگ مردم هند حاکمیّت داشت. به گونه‌ای که کلیّهٔ آثار مهم فرهنگی، مذهبی، سیاسی، ادبی، مکاتبات، اسناد شخصی و دولتی و احکام قضایی هند به زبان فارسی نوشته می‌شد و مدتها این سرزمین، مهد پرورش شعر و ادب فارسی بود. هم‌اکنون آثار گرانبها و نسخ خطّی بسیار ارزندهٔ موجود در هند حکایت از این واقعیّت دارد. هنوز فرهنگ دوستان و ادب پروران و اندیشمندان هند در تلاش هستند تا این گنجینهٔ گرانبهای فرهنگی را حفظ و گسترش دهند. واژگانی که در طول این ۷۰۰ سال از زبان فارسی وارد زبان هندی شدند، آنچنان تعدادشان زیاد است که نیازمند تدوین یک فرهنگ وام‌واژه‌های زبان فارسی در زبان هندی است. شمار این واژگان بیش از ۷۰۰ واژه است؛ البته شمار بسیاری از واژگان عربی هم از طریق زبان فارسی وارد زبان هندی شده‌است که با به‌شمار آوردن این واژگان، شمار واژگانی که از زبان فارسی وارد زبان هندی شده‌اند، بیش از ۱۸۰۰ واژه خواهد شد.

## واژگان
در این اینجا از شمار فراوان این واژگان فارسی نو که به زبان هندی راه یافته‌اند و امروزه در فرهنگ‌های هندی به چشم می‌خورد، به ذکر چند مورد بسنده می‌کنیم که ضمن ذکر تلفّظ هندی اجمالاً به تحوّل معنایی و ریشه شناختی آن‌ها در زبان‌های ایرانی و نیز سانسکریت می‌پردازیم تا نشان دهیم که ریشهٔ همهٔ آن‌ها، ایرانی بوده‌است. استخراج واژگان فارسی رایج در زبان هندی براساس واژهنامهAdarshhindishabdkosh که یکی از معتبرترین واژه‌نامه‌های هندوستان است، صورت پذیرفته‌است.
گردن: [gardan]بخشی از بدن جانداران که سر را به تنه وصل می‌کند. (دهخدا، ۱۳۷۷: مدخل گردن) تلفّظ هندی: gardan(Pathahk, 1984:330)فارسی میانه: gartan «گردن» (Makenzie,1971:77)، اوستایی: garəmān- «گردن» (Bartholomae, 1904: 515)، سنسکریت: gala- «گردن» (Mayerhofer,1992:476)، سغدی: grδ›k «گردن» (قریب، ۱۳۷۴: ۱۶۹)، ختنی: gadaa >*garta-ka- «گردن» (Bailey, 1979: 78)، خوارزمی: grδk «گردن» (حسن دوست، ۱۳۸۹: ۳۹۹)
آسمان: [āsemān / āsmān] فضایی که بالای سر ما امتداد دارد، فلک، گردون مقابل زمین؛ سقف (دهخدا، ۱۳۷۷: مدخل آسمان). تلفّظ هندی:āsamān (Pathak, 1984: 41),فارسی میانه: asmān «آسمان»(Makenzie, 1971: 43) > فارسی باستان: asmānam که حالت مفعولی است از asman- «آسمان» (Kent, 1953: 174)؛ قس اوستایی:asman- «سنگ؛ آسمان»، asmana- «سنگی، از سنگ»(Bartholomae, 1904: 220),سنسکریت: śman-á «سنگ؛ آسمان» (Mayerhofer, 1992: 61)؛ فارسی میانه ترفانی و پهلوی اشکانی: āsmān «آسمان»(Boyce, 1977: 15)
ابر: [abr] تودهٔ بخار آب در جو (دهخدا، ۱۳۷۷: مدخل ابر)؛ تلفّظ هندی abr (Pathak,1984: 16),فارسی میانه: abr «ابر»(Makenzie, 1971: 31) > ایرانی باستان *abra- «ابر» قس اوستایی: auura- «ابر؛ باران»(Bartholomae, 1904: 177)، فارسی باستان در متون یونانی ›βρο- (Mayerhofer, 1984: 32), سنسکریت: -abhrá «ابر، میغ، مه «(same auther,. 33) آسی: arv «آسمان»، بلوچی: haur «باران»، کردی: awr و aur و haur «ابر» (حسن دوست، ۱۳۸۹: ۲۴).
تلخ  [talx]چیزی که دارای مزهٔ ناگوار و غیر مطبوعی باشد. (دهخدا، ۱۳۷۷, مدخل تلخ),. تلفّظ هندی:talkhi(Pathak, 1984: 312), فارسی میانه: taxl (Makenzie, 1971: 146)> ایرانی باستان: *taxra- (سنسکریت: takrá- «دوغاب»، این واژه به صورت thr وارد فارسی میانه شده‌است. 611)(Mayerhofer, ۱۹۹۲:, پهلوی اشکانی: taxl :(Boyce, 1977: 88), سغدی: trx›k (قریب، ۱۳۷۴: ۳۹۱), خوارزمی: txrk «گزنده»، پشتو: tarxa (حسن دوست، ۱۳۰۹: ۴۱۲)
جگر[jigar]:جزئی است از اجزای بدن انسان و حیوان که در داخل شکم است و متّصل به دل و شش (دهخدا، ۱۳۷۷: مدخلجگر) تلفّظ هندی:jigar(Pathak,1984:277), فارسی میانه: yakar (فرهوشی، ۱۳۴۶: ۳۰۵)> ایرانی باستان: *yākara-,اوستایی: yākar- «جگر»(Bartholomae,1904:1281),سنسکریت: yákŗt- «جگر»(Mayerhofer, 1996:391) , ختنی: gyāgarrā >*yākŗt- «جگر»(Bailey, 1979: 83)
داماد [dāmād]: شوهر دختر (دهخدا، ۱۳۷۷: مدخل داماد). تلفّظ هندی: dāmād (Pathahk, 1984: 289) فارسی میانه: dāmād «داماد»(Makenzie, 1971: 61) , پهلوی اشکانی:zāmād «داماد» (Boyce,1977:103), اوستایی:zāmāar- «شوهر دختر» (Bartholomae,1904:1350),سنسکریت:jāmātar- «شوهردختر» (Mayerhofer,1992: 552),سغدی: z›mt›k «داماد» (قریب، ۱۳۷۴: ۴۵۴), خوارزمی: z›m›96d. «داماد» (حسن دوست، ۱۳۸۹: ۵۲۹)
آیین: رسم و روش، قاعده و قانون، دین، شعائر، آداب ملی، زیور (دهخدا، ۱۳۷۷: مدخل آیین), [تلفّظ هندیāin:] (Pathak, 1984: 53), فارسی میانه*aδēn< ایرانی باستان: -dayna-ā*؛ مرکب از ā (پیشوند) و *dayanaمشتق از ریشه *day- «دیدن و نگریستن» اوستایی: day- «دیدن» (Bartholomae, 1904: 684)؛ قس فارسی میانهwēnē «روش، رسم، قاعده»(Makenzie, 1971: 71) , فارسی میانه ترفانی: wēnē (Boyce, 1977: 21), پهلوی اشکانی: aβδēn «آیین»(same author,5), سغدی: ›yn›kβδ "نوع، گونه (قریب، ۱۳۷۴: ۱۰۰). در مورد ارتباط معنایی بین آیین (به معنی دین و شریعت) و دیدن، قس اوستایی: daēnā- «کیش، شریعت، مذهب»(Bartholomae, 1904: 685)(< فارسی: دین) که مشتقی است از ریشهٔ هندواروپایی: *dhei(ə)- «دیدن، مشاهده کردن، نگریستن»(Pokorny,2007:655) (< قس سانسکریت: dhyāti «می‌اندیشد.»(Mayerhofer, 1986: 314)
آزاد:[āzād]یله، رها، بی قید، نجیب، شریف (دهخدا، ۱۳۷۷: مدخل آزاد), تلفّظ هندی: āzād.(Pathak, 1984: 49)فارسی میانه: zādā > (Makenzie, 1971: 48) ایرانی باستان: *ā-zāta-؛ لغت یاد شده ایرانی باستان مرکّب است از ā* (پیشوند) و *zāta- (صفت مفعولی) از ریشه zan- «زادن» قس اوستایی: sna-ā(Bartholomae, 1904:1659) «نجیب، شریف» (*ā-zāta >) فارسی میانه ترفانی و پهلوی اشکانی: zādā «آزاد؛ نجیب»(Boyce, 1977: 21)سغدی: ›ztyy «آزاد، رها» (قریب، ۱۳۷۴: ۹۳)، سکاییāysāta-: «نجیب، شریف» (> پهلوی اشکانی)، azatel «آزاد کردن» (>گرجی: aznaur > ایرانی؛ قس فارسی میانه: āznāwar «شریف، نجیب»> *āzna-؛ اوستایی: sna-ā) (Baiely, 1979: 19)